# پیکاندر
کریستیان فردریش هنریتسی (آلمانی: Christian Friedrich Henrici؛ ‏ ۱۴ ژانویهٔ ۱۷۰۰ – ۱۰ مهٔ ۱۷۶۴) با تخلص پیکاندر (آلمانی: Picander) شاعر، نویسنده لیبرتو و سرودهای روحانی اهل آلمان بود که اشعار بسیاری از کانتات‌های یوهان سباستیان باخ را نوشت.
وی دانش‌آموختهٔ رشتهٔ حقوق در دانشگاه هاله-ویتنبرگ و دانشگاه لایپزیگ بود و ترانه‌سرایی را برای افزودن به درآمد خود که از راه تدریس خصوصی به دست می‌آمد، انجام می‌داد و حتی پس از به دست آوردن شغلی ثابت به‌عنوان کارمند دولتی، به این کارش ادامه داد.